# Потехин, Иван Николаевич
Иван Николаевич Потехин (1892—1961) — угличский краевед и художник, педагог.

## Биография
Будучи одним из основателей и первых членов созданного в мае 1928 года краеведческого кружка при Угличском музее, он активно боролся за сохранения исторических памятников Углича, пропагандировал интерес к истории края среди угличан. Рисунки Ивана Николаевича Потехина, обеспокоенного уничтожением исторических и архитектурных памятников Углича, являются зачастую единственными изображениями, донесшими до нас внешний вид исчезнувших памятников.
Художник, член Ярославского областного Союза советских художников с 1934 года, обучался в художественном училище барона фон Штиглица. Произведения Ивана Николаевича Потехина хранятся в музеях Углича и Ярославля, а также в Государственно-историческом музее в Москве. Преподаватель рисования и черчения в угличском педагогическом училище (1918—1961), автор и соавтор нескольких книг и статей (в том числе мемуаров).
Среди учеников И. Н. Потехина была О. Ф. Берггольц.